# Хинчешти
Хинчешти (рум. Hîncești, також Хинчешть) — місто в Молдові, центр Хинчештського району. Розташований на річці Когильник за 36 км від Кишинева.

## Фізико-географічна характеристика

### Географія
Місто розташоване в центральній частині Молдови, у зоні Кодр і перебувають за 35 км від столиці — Кишинева й за 120 км від міста Ясси (Румунія). Через південну частину міста протікає річка Когильник.

### Клімат
Клімат Хинчешт помірно континентальний, з нестабільним характером. Середня температура +9 °C, мінімальна температура була зареєстрована в січні (-32 °C), а максимальна в липні (+40 °C).

### Природа

#### Охорона природи
Поблизу міста перебуває найбільший заповідник у Молдові — «Хинчештський Ліс» (рум. Padurea din Hincesti, Педу́ря дін Хинче́шть) і найбільший заповідник лікувальних трав у Молдові — Сера́та Га́лбене (рум. Sarata Galbena)

#### Природні ресурси
| Площа садів, га | Площа лісів, га | Природоохоронні зони, га | Площа водних ресурсів, га | Площа виноградників, га | Загальна площа, га |
| --------------- | --------------- | ------------------------ | ------------------------- | ----------------------- | ------------------ |
| 76              | 2779            | 67                       | ?                         | 379                     | 7217,5             |

## Історія
Хинчешти — стародавнє поселення Молдови — розташовано в горбкуватій місцевості, що колись межувало у східній частині зі знаменитими лісами Лепушни, свідками багатьох історичних подій, ще із часів Штефана-Воєвода.
Найбільш раннім письмовим згадуванням про існування поселення Хинчешти вважається запис на сторінках псалтиря, що свідчить про те, що псалтир був куплений Думітру Бежаном з Гинчешть. Через ушкоджену сторінку рік не може бути встановлений з точністю, однак історики затверджують, що ця книга була куплена між 1653—1658 роками в часи господаря Георге Штефана.

### Походження назви
Походження назви міста пов'язано зі стародавньою молдавською боярською родиною на прізвище Хинкул, що володіла маєтком, розташованим у цих краях. Главою цієї родини був сердар Міхалча Хинкул, що був, мабуть, найвідомішою особистістю в історії краю Лепушна.

### XIX— поч. XX століття
Цитата з Енциклопедичного словника Брокгауза і Ефрона (1890—1907): «Ганчешти, містечко в Кишинівському повіті Бессарабської губернії, при річці Котельник й в 30 верстах на південний захід від Кишинева. Жителів 3098 (1890), 587 дворів, 2 православні церкви, вірмено-григоріанська церква, 4 єврейських молитовних доми, 2 школи, земська лікарня, хутряний заклад, заводи: винокурний, свічковий, цегельний, 3 шкіряних і 6 фарбувальних.»
На початку XX століття (1928 р) населення зросло до 5710 жителів. У поселенні функціонували: претура, примерія, сільський суд, лісництво, пошта, телеграф, пост жандармерії, кілька церков, 3 початкові школи, кілька банків, електростанція, винзавод, миловарня, 27 магазинів, 2 готелю й т.д. Тут працювали лікарі, акушерки, ветеринарні лікарі, нотаріуси.
Перед другою світовою війною в комуні Хинчешть налічувалося 13028 жителів, вона була резиденцією для 18 підлеглих сіл. Комуна була найважливішим економічним центром повіту, після Кишинеу. Основними заняттями жителів були плодівництво й торгівля великою рогатою худобою, фруктами, вином і зерном.

### Друга світова війна (1941—1945)
Під час другої світової війни місто було знищено, у вогні пропала найбільша частина майна: палац Манук-Бей, млин, завод з виробництва спирту, будинок культури, магазини, трактири й інші будинки.

### Молдавська РСР (1940—1991)
У часи МРСР у місті працювали підприємства харчової, виноробної й легкої промисловості, асфальтобетонний і цегельний заводи, будівельний технікум. В 1970 році населення становило 14,3 тис. жителів, в 1991 -19,3 тис.
Після Другої світової війни в Котовському було створено державне підприємство по переробці винограду.

### Республіка Молдова (з 1991 року)
У місті Хинчешти налічується 15,3 тисячі осіб (2006), у цей час примаром обраний Олександр Ботнарь.
У Хинчештах працюють близько 80 фірм, компаній, представництв банків, державних підприємств, заводів, страхових компаній.
У часи МРСР у місті працювали підприємства харчової, виноробної й легкої промисловості, асфальтобетонний і цегельний заводи, будівельний технікум. В 1970 році населення становило 14,3 тис. жителів, в 1991 — 19,3 тис.

### Історія перейменувань
- смт. Ганчешти (Хинчешть, рум. Hancesti) — до 1940 року,
- смт. Котовське 1940—1941,
- смт. Ганчешти (Хинчешть, рум. Hancesti) 1941—1944,
- смт. Котовське 1944—1965,
- м. Котовськ 1965—1990,

## Населення
За даними перепису населення за 2005 рік, у Хинчештах мешкає 15,3 тис. чоловік.

## Економіка

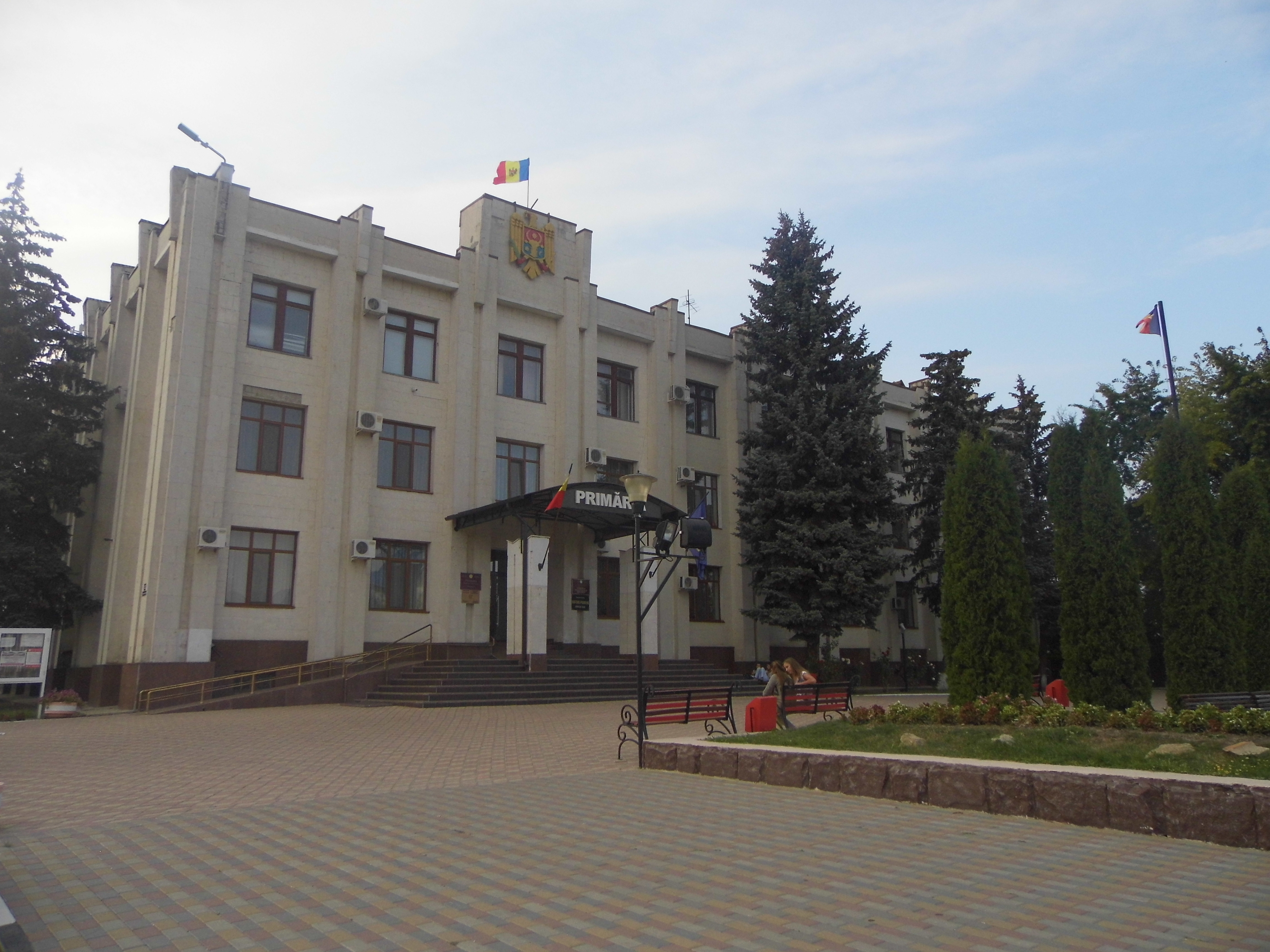
Примарія Хинчешт

На території міста перебувають 11 сучасних банків.

### Промисловість
Пріоритетним сектором промисловості міста Хинчешть є легка промисловість, продукція якої експортується в країни Європейського союзу, в Україну і Росію.

## Інфраструктура
Зараз місто майже повністю газифіковано. Хинчешти має п'ять дитсадків й заплановане будівництво нового сучасного дитячого садка. Завдяки допомозі Міністерства екології, були придбані 3 спеціалізовані машини для прибирання міських вулиць.

## Туризм
Туризм перебуває на середньому рівні розвитку, однак має великі перспективи при вкладенні фінансів у подальший розвиток туристичної інфраструктури. На території міста Хинчешти перебуває туристичний табір.

## Визначні пам'ятки

### Мисливський замок

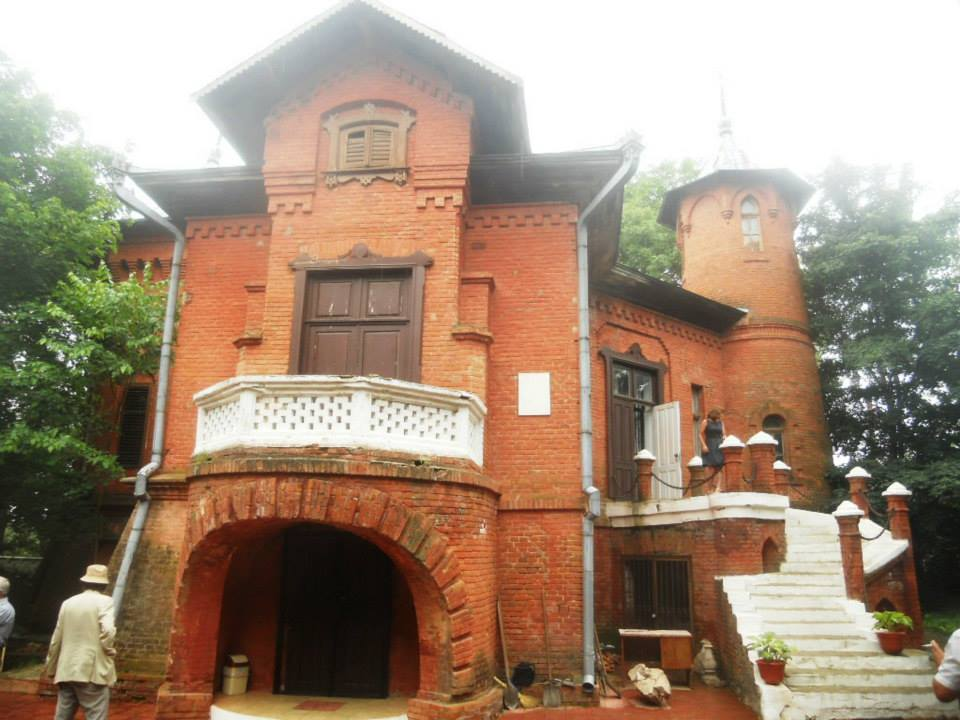
Мисливський замок Манук-Бея Мірзояна

Мисливський замок — робота Олександра Бернардацці — легкий, як
витончена іграшка. Будівлю виконано у французькому стилі, із зимовим садом, сторожовими вежами й парком. Замок, побудований у другій половині XIX ст., протягом десятиліть була сімейним маєтком Мірзоянів, нащадків Манук-Бея.
У 1970-х роках у садибі відкрито музей, колекції якого нині нараховують більше 20 000 артефактів. Найбільшу цінність представляють зібрання молдавських національних костюмів і текстилю. У той же час, у музеї постійно діють експозиції «Карти й Документи», «Господарі Молдови», «Етнографія», діорама «Яссько-Кишинівський бій під час Другої світової війни», а також виставка, присвячена флорі й фауні Молдови. Особливо цікаві виставлені в музеї колекції метеликів і птахів.
Щорічно, дану пам'ятку відвідують близько 2 тис. осіб.

### Палац Манук-Бея

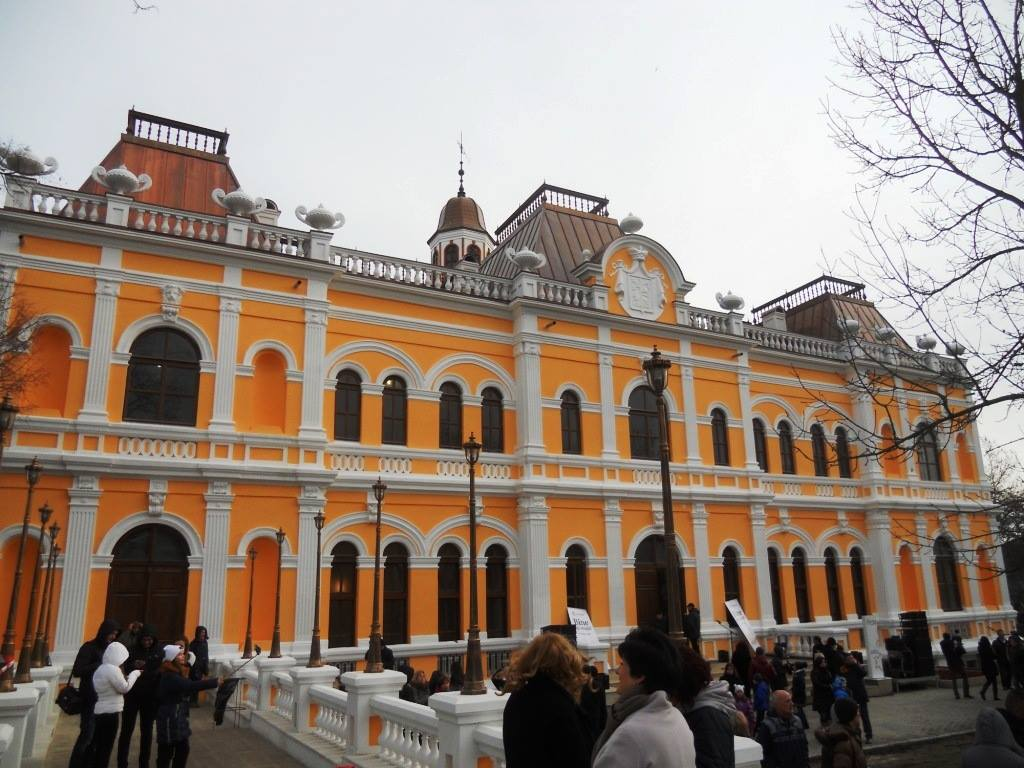
Палац Манук-Бея

Палац Манук-Бея — будинок побудований в 1812 році архітектором Бернардацці на прохання Манук-Бея Мірзояна — вірмена по походженню, османського дипломата й російського розвідника за сумісництвом, однак пожити в розкоші палацу Манук-бей не встиг, тому що загинув 20 липня 1817 року.
Ця будівля входить до складу Садиби Манук-Бея, що окрім Палацу Манук-Бея, складається також з Мисливського замку, Бібліотеки й житла для слуг. Палац перебуває в південній частині міста й розташований на північному схилі пагорба, на окраїні парку. Від головного входу в підніжжя пагорба, до палацу крізь парк веде алея. Через похилість рельєфу, з вершини пагорба видно тільки два поверхи, а з підніжжя — три. Палац виконано в дусі французького класицизму, із широкими прорізами вікон і лоджій. На терасі, у товщі стін видовбано ніші, прикрашені гарними фресками, де містилися статуї. Садиба була оточена стінами
Стелі палацу розписував інший відомий вірмен — Іван Айвазовський, однак тепер від розпису не залишилося й сліду.
Реставрація мала місце в 70-80 роках XX століття. У 2015 році палац відкрили після чергової реставрації.

## Визначні пам'ятки
- У місті розташований дім-музей Котовського

## Освіта
У місті чотири ліцеї:
1. Теоретичний ліцей ім. М. Емінеску
2. Російський теоретичний ліцей ім. М. Ломоносова
3. Теоретичний ліцей ім. М. Витязу
4. Теоретичний ліцей ім. М. Садовяну.

## Ефірний прийом радіо- і Тв-каналів[3]
C хинчештської телевізійної вежі транслюють:
- 2 Plus (7 ТВК),
- Dixi TV / СТС (36 ТВК),
- Радіо Норок (106,2Мгц),
- Маленький Самаритянин (68,93Мгц).

Також у міському ефірі доступні телеканали, трансляція яких іде зі хинчештської вежі:
- Перший Канал — Молдова (30 ТВК),
- ТВ Молдова-1 (3 ТВК).

## Відомі хинчештці
- Анулов Леонід Абрамович — радянський розвідник, організатор нелегальної резидентурной мережі «Червона капела» в Швейцарії.
- Котовський Григорій Іванович — молдовський і радянський воєначальник, учасник Громадянської війни.
- Епельбойм Йосип Шмарович — рабин і суспільний діяч.
- Морарь Наталія Григорівна (* 1984) — молдовська журналістка.
- Раду Сільвія Василівна — молдовський політик.
- Янкл Янкелевич — єврейський поет.

### Відомі особистості що жили або відвідали Хинчешти
- Манук-бей Мірзоян (1769-1817) — османський державний діяч